# 상온 초전도체
상온 초전도체(常溫超傳導體, 영어: Room-temperature superconductor, RTSC)란 동작 온도가 0 °C (273 K) 이상에서도 초전도 현상을 보이는 물질, 즉 일상적인 환경의 온도에서도 초전도성을 가지고 있는 물체를 의미한다 .
2020년 기준 가장 높은 온도에서 동작한다고 보고되었던 초전도체는 극한압력을 가한 황화수소화 탄소로 267 GPa의 압력에서 +15 °C 이하에 초전도성을 보였다. 하지만 2022년 9월 22일 황화수소화 탄소의 초전도성을 보고한 논문은 표준화되지 않은 사용자 정의 데이터 분석으로 《네이처》 지 저널 편집위원회가 논문 철회를 결정해서 이 주장의 과학적 타당성이 많이 훼손되었다.
대기압 환경에서 가장 높은 온도에까지 초전도성을 보이는 물질은 구리계 초전도체로 대략 138 K (−135 °C)의 온도에서까지 초전도성을 가지고 있다.
여러 연구진들은 한때 상온 초전도성이 실질적으로 달성 가능한지에 대한 회의론도 있었으나 이전에는 예상하지 못했거나 불가능하다고 여겨졌던 온도에서도 초전도 현상을 보이는 물질이 발견되었다.
"상온에 가까운" 일시적인 초전도체나 상온 초전도체를 발견했다는 주장은 1950년대부터 계속 반복되었으나 공식적으로 확인된 물질은 없다. 상온 초전도체가 실제로 발견된다면 이는 기술적으로 매우 중요한 발견으로 전 세계의 에너지 문제를 해결하며 더 빠른 컴퓨터가 나올 수 있으며, 새로운 메모리 장치를 개발하고 초고감도 센서를 개발하는 등 다양한 분야에서 넓은 가능성을 보여줄 수 있다.

## 보고와 주장
1986년 고온 초전도체(여기서 '고온'이란 액체 질소의 끓는점인 77 K (−196.2 °C; −321.1 °F) 이상의 온도를 의미)의 발견 이후 여러 물질이 상온 초전도체라고 보고되었지만 이 중 실제로 상온 초전도체로 확인된 물질은 없다.

### 2000년
2000년 존 프린스는 이온 주입 과정 중 다이아몬드에서 전자를 추출하는 과정에서 10−6 mbar의 진공에서 산소가 도핑된 IIa형 다이아몬드의 표면이 상온 초전도상을 관측했다고 주장했다.

### 2007년
2003년 한 연구진은 수소화 팔라듐(PdHx: x>1)에서 고온 초전도 현상을 발견했다고 발표했고, 2004년에는 이를 설명하는 논문을 발표했다. 2007년에는 같은 연구진이 260 K (−13 °C; 8 °F)에서 특정한 수소화 팔라듐이 초전도체로 전이된다고 주장하는 연구를 발표했다. 초전도체의 임계 온도는 팔라듐 격자 내부의 수소 밀도가 증가할수록 같이 증가한다고 주장했으나 이 연구를 타 연구진들은 확증하지 못했다.

### 2012년
2012년 《어드밴스드 매트리얼즈》 지에 올라온 논문에서는 흑연 분말을 300 K (27 °C; 80 °F) 이상의 고온에서 정제수 처리하자 초전도 현상을 보였다고 발표했다. 하지만 연구진들은 명확한 마이스너 효과가 발생하고 물질의 저항이 사라진다는 점을 입증하지 못했다.

### 2014년
2014년 《네이처》 지에 발표된 논문에서는 특정 물질, 특히 이트륨 바륨 구리 산화물(YBCO)가 적외선 레이저를 이용해 상온에서 초전도 현상을 일으킬 수 있다는 연구를 발표했다.

### 2015년
2015년 막스 플랑크 연구소 연구진이 《네이처》 지에 발표한 논문에 따르면 다이아몬드 모루 셀 기술을 이용해 약 150 GPa의 극한압력(대기압의 150배)과 같은 특정조건에서 H2S(황화수소)가 H3S로 물질이 변화하면서 초전도 현상을 띄었다고 발표했다. 임계온도는 약 203 K (−70 °C)로 현재까지 기록된 가장 높은 온도이며, 이 연구에 따르면 기타 수소 화합물에서는 최대 260 K (−13 °C)에까지 임계 온도가 올라갈 수 있다고 보고했다.

### 2018년
2018년 벵갈루루에 있는 인도 과학 연구소의 응집물질 및 구조화학부의 연구진 쿠마르 타파와 안슈 판데이는 금 구조체 사이사이에 은 입자가 있는 나노구조물질의 필름과 펠릿에서 상압 상온에 초전도 현상이 나타남을 관측했다고 주장했다. 하지만 다른 연구로 추정되는 그래프의 노이즈 패턴과 보고된 논문의 노이즈 패턴이 거의 유사했으며 논문이 동료평가도 제대로 거치지 못해 이 결과에 많은 의문이 뒤따랐다. 연구진들은 2019년 발표한 후속 논문에서 이를 검증했다고 주장했으나 독립된 타 연구진들은 이를 검증하거나 확인하지 못했다.
또한 2018년 타 연구진들은 200 GPa의 초고압에서 란타늄화 십수소(H10La)이 260 K (−13 °C)에서 초전도 현상을 보였다고 발표했다. 2019년에는 논문 검증을 통해 란타늄화 십수소가 가장 높은 전이온도를 가진 초전도체로 인정받았으며, 공식적으로 확인된 전이온도는 250 K (−23 °C)이다.

### 2020년
2020년 10월 랑가 P. 디아스 외 연구진은 녹색 레이저를 통해 결정화시켜 만든 267 GPa의 초고압 환경에서 황화수소화 탄소에서 288 K (15 °C; 59 °F)의 상온 초전도가 나타났다는 보고가 들어왔다. 하지만 이 논문은 저자가 결과를 도출하기 위해 사용한 통계적 방법에서 여러 문제점이 발견되면서 2022년 게재 철회가 결정되었다.

### 2021년
2021년 3월 187 GPa의 압력에서 262 K (−11 °C; 12 °F)의 이트륨-팔라듐-히드론 층상물질이 초전도 현상을 관측했다는 보고가 나왔다. 이 물질에서는 팔라듐이 수소 이동 촉매로 작용했다고 추정하고 있다.

### 2023년
2023년 3월 질소가 도핑된 수소화 루테늄에서 1 Gpa, 294 K (21 °C; 70 °F)의 온도에서 초전도 현상을 보였다고 보고되었다. 하지만 이 주장은 2022년 네이처 지에서 철회되었던 연구와 동일한 연구자인 랑가 P. 디아스의 연구인데다 랑가 디아스는 2016년 자신이 고체 금속성 수소를 처음으로 관측했다고도 주장하는 등 여러 문제가 있어 연구 진위에 신빙성이 의심되었다.
2023년 7월 23일 퀀텀에너지연구소와 한국과학기술연구원(KIST)의 한국 연구진은 "최초의 상압 상온 초전도체"라는 이름의 논문을 arXiv에 게시했으며, 자신들이 상온 초전도체인 LK-99을 개발했다고 주장했다. 이 논문은 arXiv의 자매 논문, 한국 저널에 게재된 논문, 특허 출원과 함께 게재되었다. 옥스퍼드 대학의 재료과학 교수인 수잔나 스펠러는 "자기장 반응이나 비열 변화와 같은 초전도성에 대한 명백한 증거가 없어 이 샘플의 운동으로 초전도에 관한 강력한 증거를 발견했다고 말하기엔 너무 이르다"라고 말하는 등 여러 과학 전문가가 회의적인 반응을 보였다. 다른 전문가들은 이 데이터가 "실험절차의 오류와 LK-99 샘플의 불순물 등으로 인한 문제점이 결합"된 것으로 설명할 수 있다거나, 연구진이 사용한 이론 모델에 대해 이의를 제기하기도 했다.

## 이론 체계
영국의 물리학자 닐 애시크로프트의 이론 연구에 따르면 극도로 높은 압력(~ 500 GPa)에서 고체 금속성 수소에서는 음속이 매우 빠르며 전도대의 전자와 격자 내의 진동전자(포논)이 강하게 결합하여 상온에서도 초전도 현상이 날 것이라고 예측했다. 이 예측은 아직 실험적으로 검증되지 않았는데, 실험실에서 이 시도를 한 적이 없으며 시도해도 금속성 수소를 만들기 위해 필요한 압력이 너무 높기 때문이다.

## 같이 보기
- 고온 초전도체
- 초전도체
- LK-99